# Ripollet
Ripollet è un comune spagnolo di 37 151 abitanti situato nella comunità autonoma della Catalogna.

## Geografia fisica
Il municipio di Ripollet è situato dentro della Depressione Prelitorale. Confina a nord con il municipio di Barberà del Vallès, ad est e a sud con Montcada i Reixac e ad ovest con Cerdanyola del Vallès.
La pianura di Ripollet, d'origine quaternaria come tutta la depressione, ha un'elevazione media di circa 70 metri e la parte più elevata è una montagnola di 131 m al limite con Barberà del Vallès. 
Attraversa il suo territorio da nord-ovest a sud-ovest il fiume Ripoll. Il fiume Sec delimita il limite meridionale con Cerdanyola e confluisce dentro il Ripoll dentro del municipio.
Il territorio, che comprende la città capitale del municipio di Ripollet, praticamente unita ai paesi di Cerdanyola del Vallès e Montcada i Reixac, si è sviluppato lungo le principali arterie stradali della comarca: la statale N-150 da Barcellona a Sabadell e Terrassa (1852), la provinciale BV-1411 da Ripollet al quartiere Masrampinyo di Montcada i Reixac (1880) e la provinciale B-141 da Ripollet a Santa Perpètua de Mogoda passando per le zone industriali (1975). A ovest del nucleo principale ed a sinistra del fiume Ripoll, passa l'autostrada C-58 da Barcellona a Sabadell e Terrassa.

## Galleria d'immagini

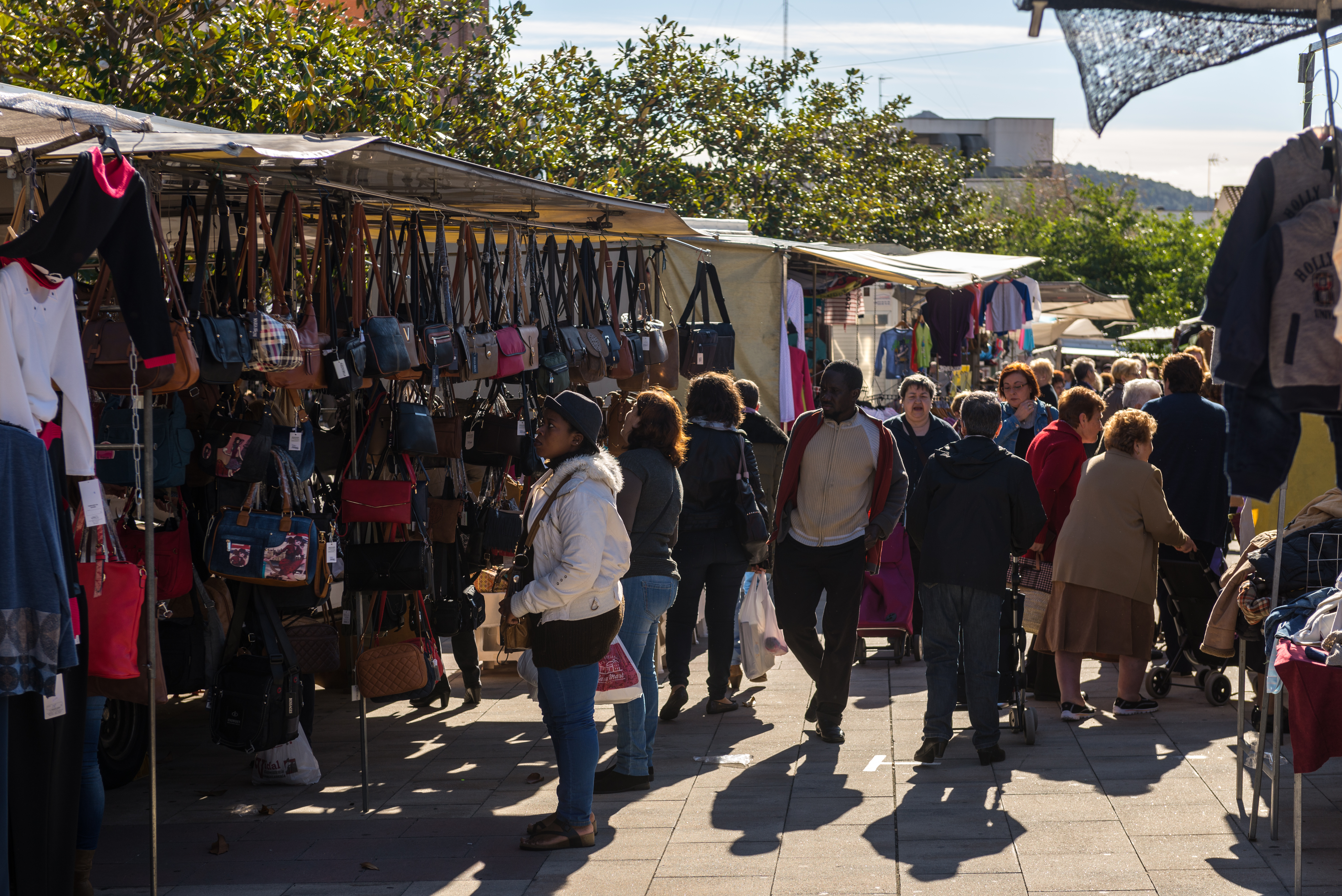
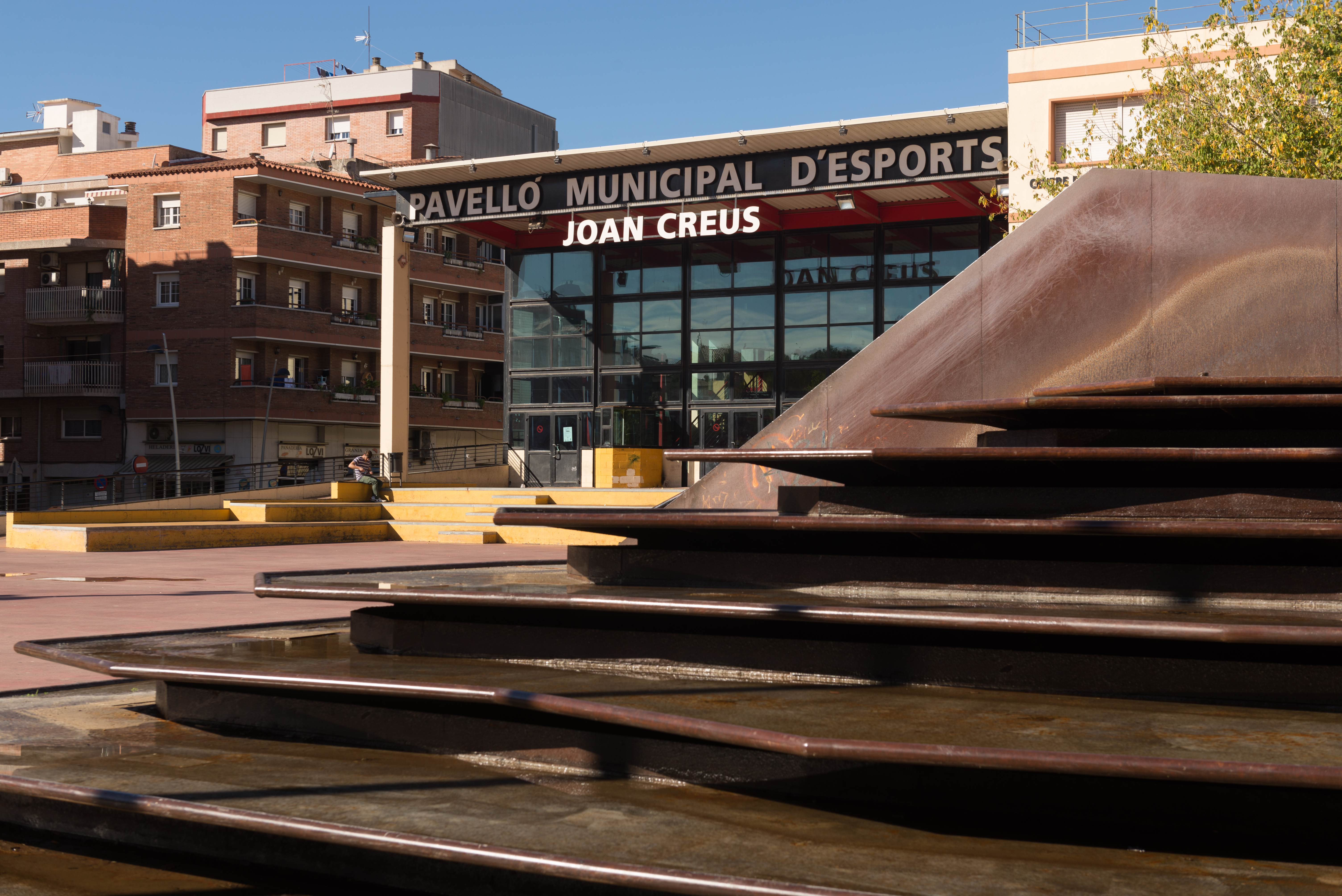
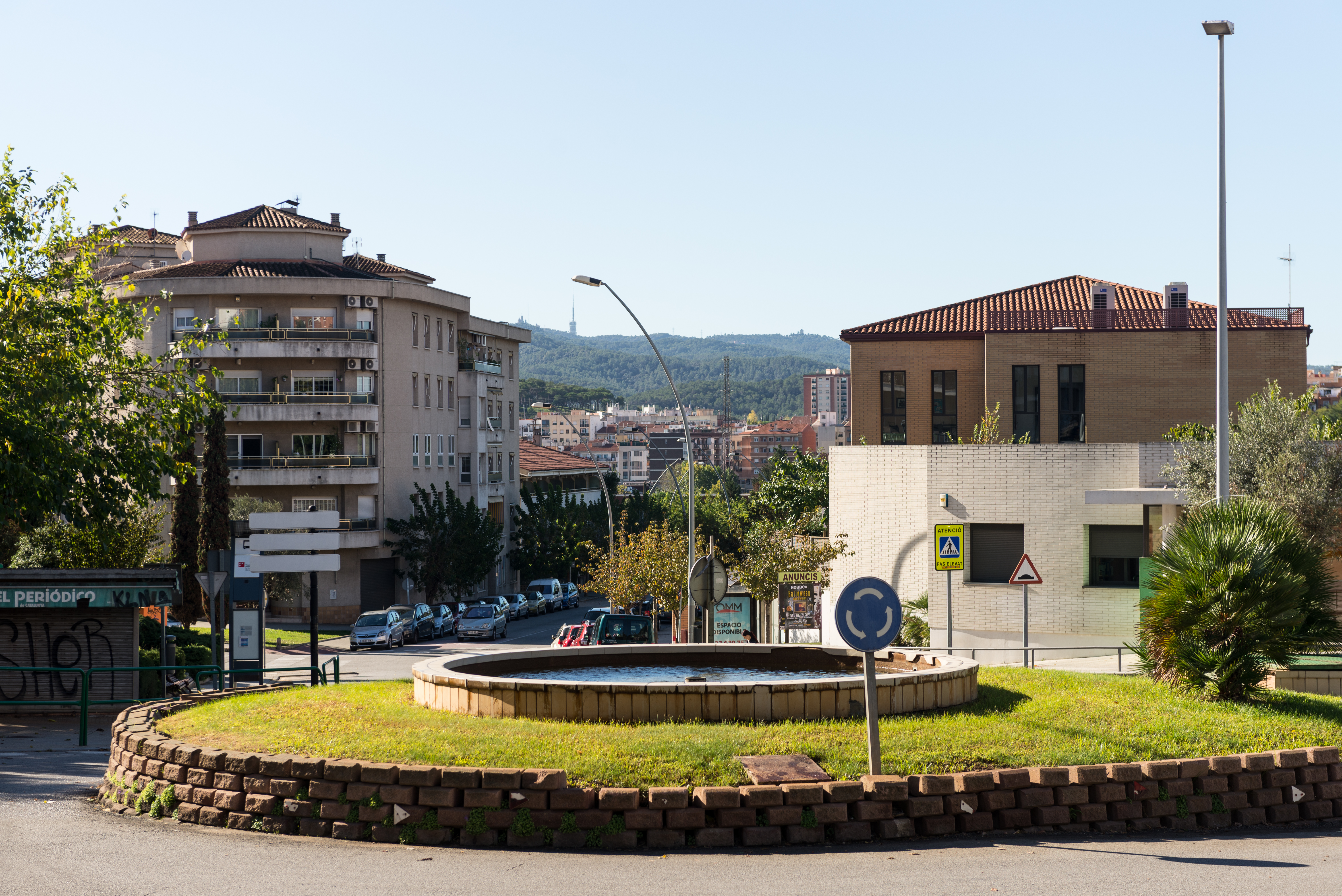
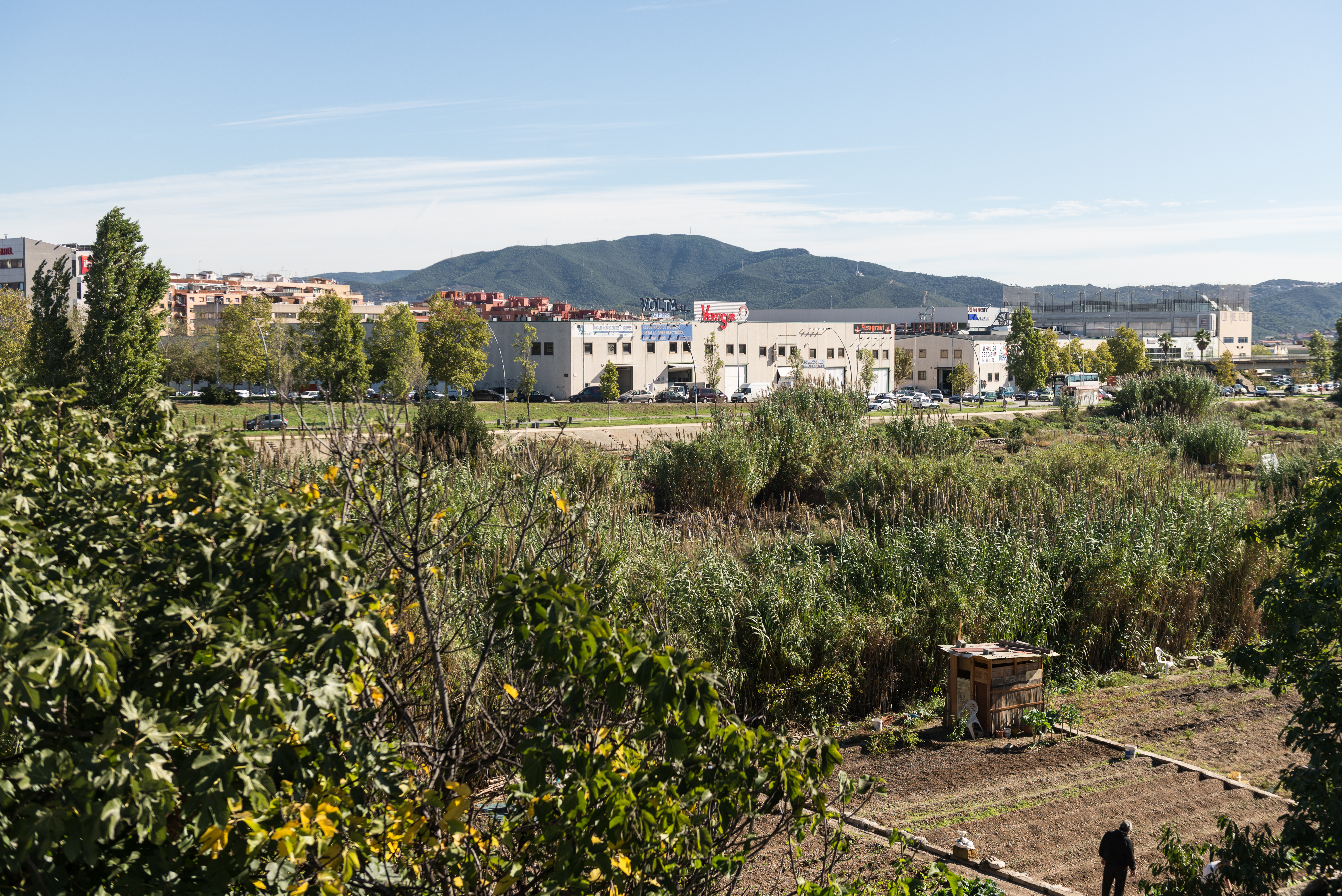
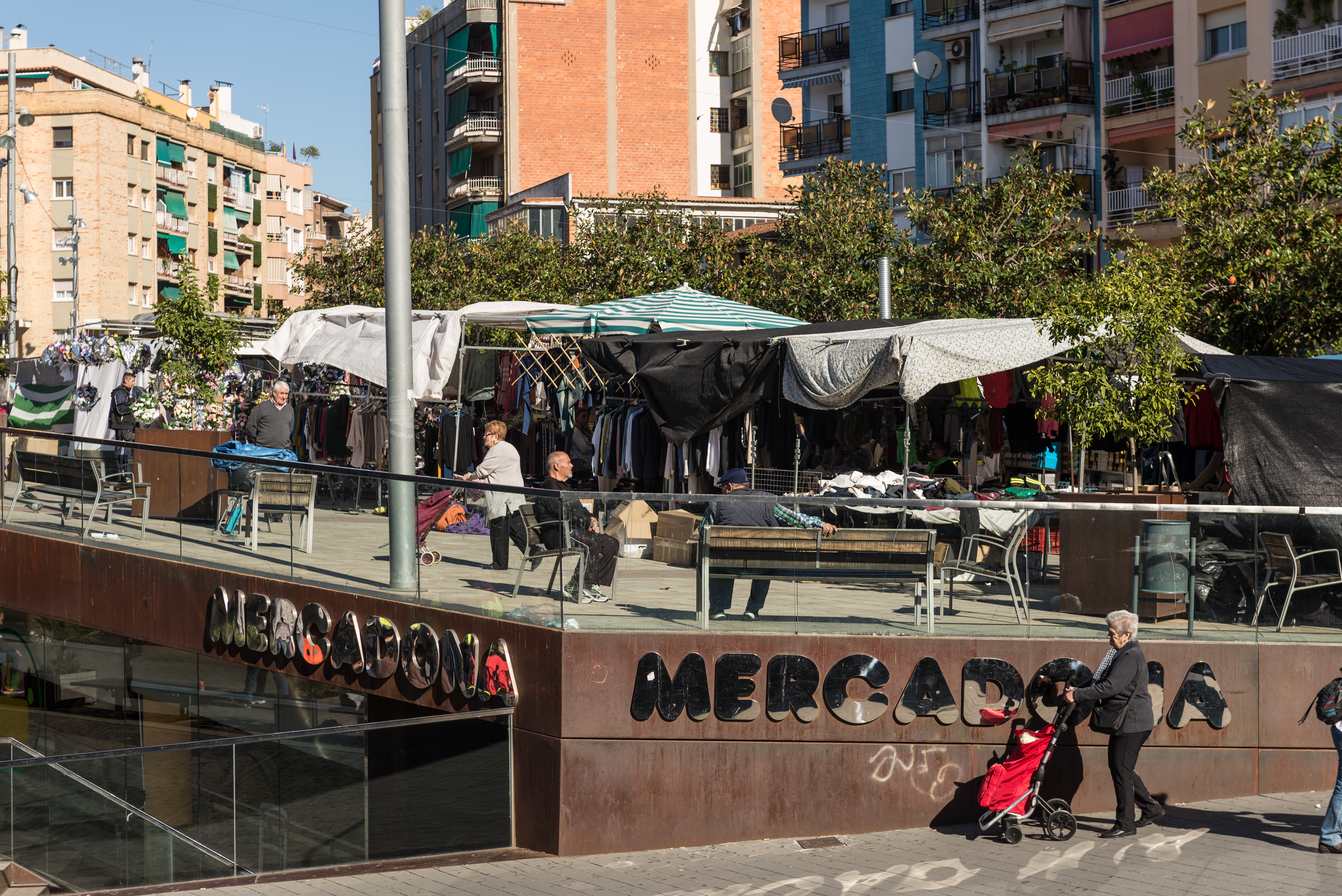
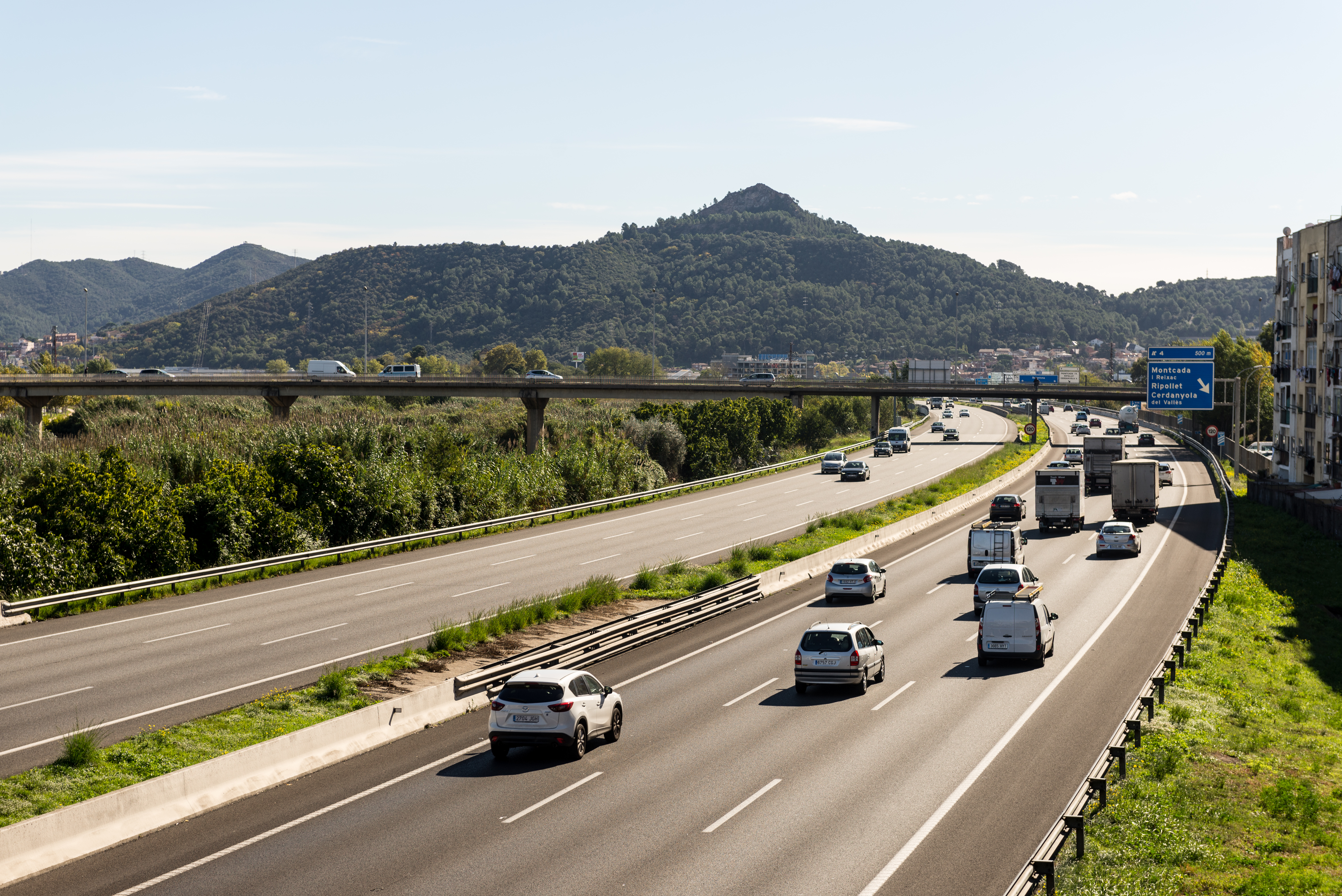
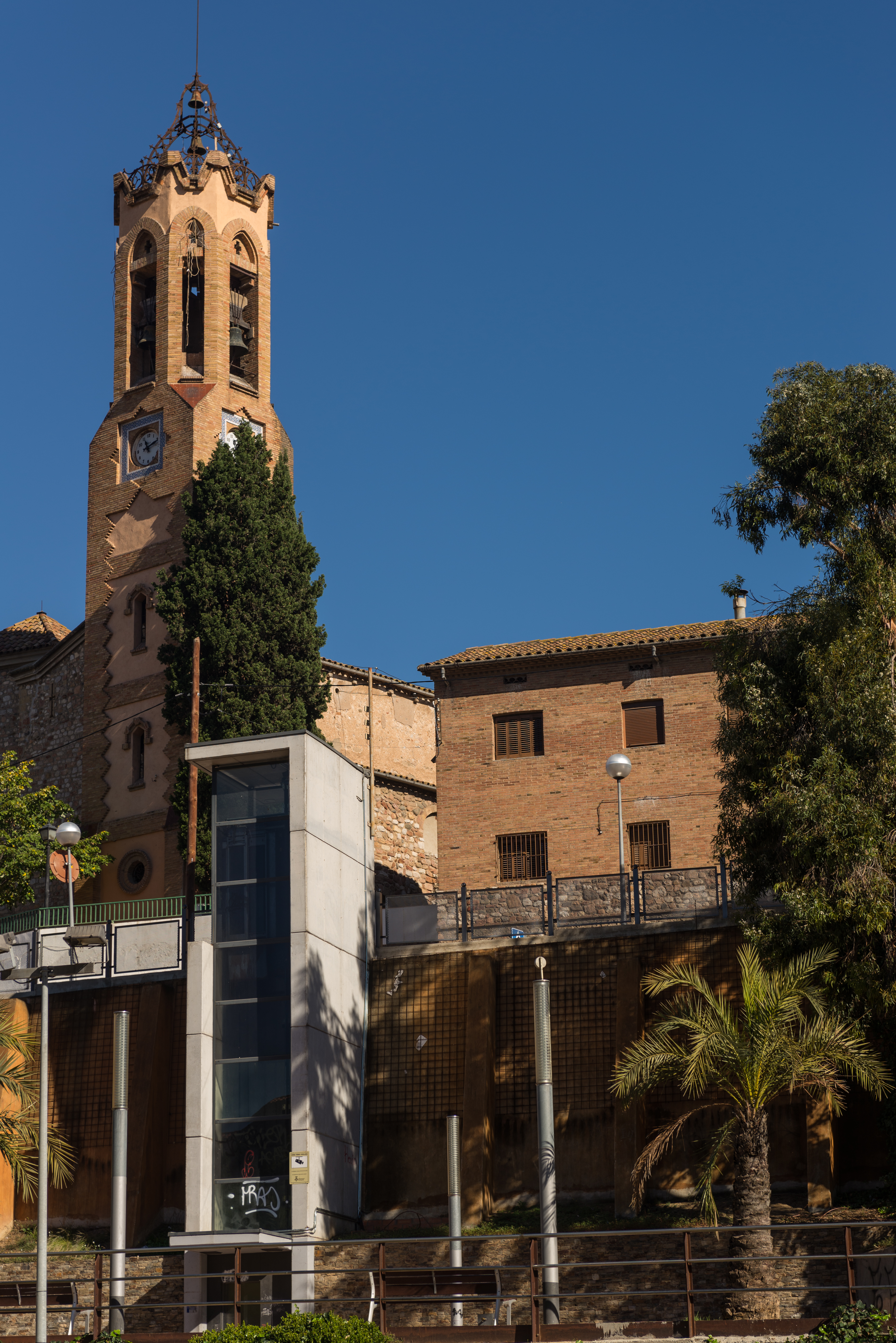